# Рябець Аврелія
Рябець Аврелія (Melitaea aurelia) — вид денних метеликів родини сонцевиків (Nymphalidae).

## Поширення
Вид поширений в Європі, Туреччині, на Кавказі, у Казахстані та Середній Азії.

## Опис
Довжина переднього крила 14-18 мм. Крила зверху рудого забарвлення з темним сітчастим візерунком. Низ крил з яскравим жовтуватим забарвленням.

## Спосіб життя
Метелики літають з кінця травня до початку червня. Трапляються у сухих луках та різнотравних степах. Гусениці чорні з дрібними білими цятками і рядами коротких бурих шипів з білими кінчиками. Живуть на подорожнику ланцетолистому, перестрічі лучному, дзвінці малому та деяких інших травах.